# Santiago García (football, 1988)
Pour les articles homonymes, voir Santiago García.
Santiago García, né le 8 juillet 1988 à Rosario, est un joueur de football argentin, possédant également la nationalité espagnole. Il évolue au poste de défenseur latéral à l'Alianza Lima au Pérou.

## Carrière en club
García commence sa carrière de footballeur à Rosario Central, le club de sa ville natale. Il dispute son premier match face à Gimnasia y Esgrima La Plata pendant le championnat d'ouverture de 2008. Il devient titulaire pendant le tournoi de clôture de 2010 sous la direction d'Ariel Cuffaro Russo, aux dépens de Paúl Ambrosi.
Le 12 juillet 2010, le président du club italien de Palermo, Maurizio Zamparini, annonce le transfert du joueur. Il fait ses débuts le 30 septembre en Ligue Europa face à Lausanne. La saison suivante, il est prêté à Novara, club promu en Série A. Il inscrit son premier but en championnat le 13 mai 2012 contre le Milan AC.
En 2012-2013, il revient au Palermo où il remplace Federico Balzaretti, parti à la Roma. Parfois en difficulté dans ses performances individuelles, il assiste à la relégation de son équipe en Série B. Pendant l'été son agent annonce qu'il souhaite changer de club.
Le 1er septembre 2013, García est prêté au Werder Brême, en Allemagne. L'option d'achat prévue dans le contrat de prêt est levée par le club allemand en fin de saison.